# Yrbozoon
Yrbozoon is een geslacht van mosdiertjes uit de familie van de Cleidochasmatidae. De wetenschappelijke naam van het geslacht is voor het eerst geldig gepubliceerd in 1989 door Gordon.

## Soorten
- Yrbozoon conspicuum (Powell, 1967)
- Yrbozoon ringens (Gordon, 1989)